# Pterophorus lacteipennis
Pterophorus lacteipennis là một loài bướm đêm thuộc họ Pterophoridae. Nó được tìm thấy ở phía nam và southĐông châu Á, bao gồm Đài Loan, Myanmar, Borneo, quần đảo Solomon, Úc và New Guinea.